# Гільгенрот
Гільгенрот (нім. Hilgenroth) — громада в Німеччині, розташована в землі Рейнланд-Пфальц. Входить до складу району Альтенкірхен. Складова частина об'єднання громад Альтенкірхен.
Площа — 2,96 км2. Населення становить 308 ос. (станом на 31 грудня 2020).

## Галерея

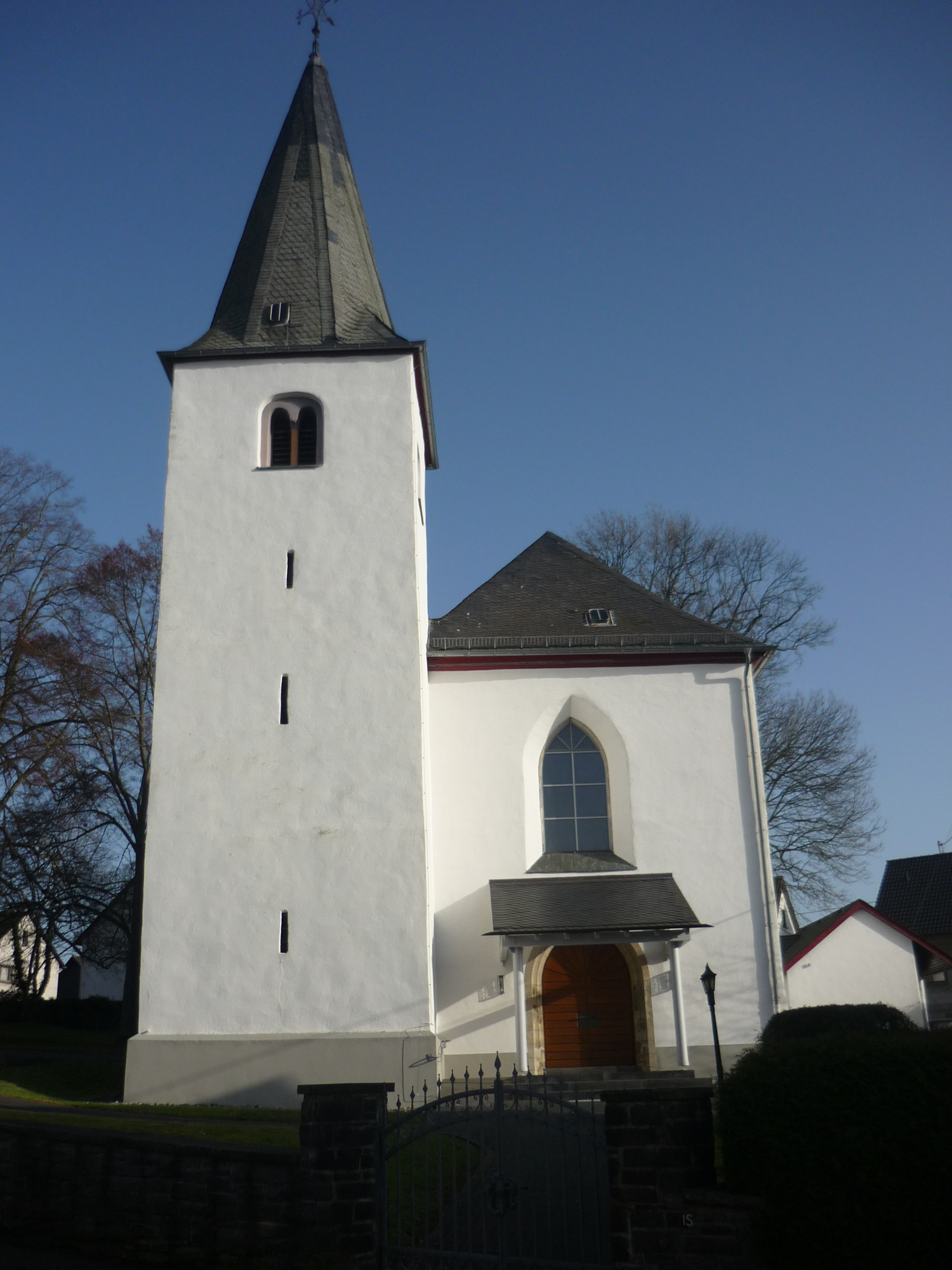